# Salina (Kansas)
Salina é uma cidade localizada no estado americano de Kansas, no Condado de Saline.

## Demografia
Segundo o censo americano de 2000, a sua população era de 45.679 habitantes.
Em 2006, foi estimada uma população de 46.140, um aumento de 461 (1.0%).

## Geografia
De acordo com o United States Census Bureau tem uma área de
59,0 km², dos quais 58,9 km² cobertos por terra e 0,1 km² cobertos por água.

## Localidades na vizinhança
O diagrama seguinte representa as localidades num raio de 24 km ao redor de Salina.